# Nereimyra mutilata
Nereimyra mutilata är en ringmaskart som först beskrevs av Treadwell 1901.  Nereimyra mutilata ingår i släktet Nereimyra och familjen Hesionidae. Inga underarter finns listade i Catalogue of Life.